# جاستن هوبر
جاستن هوبر (بالإنجليزية: Justin Huber)‏ هو لاعب كرة قاعدة أسترالي، ولد في 1 يوليو 1982 في ملبورن في أستراليا.

## وصلات خارجية
- جوستين هوبر على موقع دوري كرة القاعدة الرئيسي (الإنجليزية)
- جوستين هوبر على موقع الدوري الياباني لكرة القاعدة (الإنجليزية)
- جوستين هوبر على موقع دوري أستراليا لكرة القاعدة (الإنجليزية)
- جوستين هوبر على موقعبيزبول رفرنس.كوم (الدوري الرئيسي) (الإنجليزية)
- جوستين هوبر على موقع إي إس بي إن.كوم (أم.أل.بي) (الإنجليزية)
- جوستين هوبر على موقع مشجعي الرسوم البيانية (الإنجليزية)